# Abuelos (documental)
Abuelos és una pel·lícula documental del 2010 dirigida per Carla Valencia Dávila.

## Trama
El documental és un diari de viatge personal en què la directora marxa a la recerca de les històries dels dos avis, llunyanes i properes alhora. Remo, metge autodidacte equatorià, volia apropar-se a la immortalitat a través de la seva professió. Juan, un militant comunista, va ser assassinat durant la dictadura militar xilena que es va establir amb el cop de 1973.
Escoltant els testimonis de familiars i persones que van conèixer els seus avis, la directora elabora una reflexió sobre la família, sobre la història de l'Equador i Xile, sobre els llocs tan diferents recorreguts en la seva recerca, les muntanyes verdes de l'Equador i la regió desolada. ... desert on Juan va ser enterrat en una fossa comuna.

## Premis
- Premi al millor documental al Festival de Cinema Llatinoamericà de Biarritz.[2]
- Premi al millor documental en la XVIII Mostra de Cinema Llatinoamericà de Catalunya[3]